# Musculus adductor hallucis
Der Musculus adductor hallucis (lateinisch für „Großzehenheranführer“) ist einer der Skelettmuskeln auf der Fußsohle. Er besteht aus zwei Köpfen:
- Caput transversum (querer Kopf)
- Caput obliquum (schräger Kopf)

Das Caput transversum entspringt an den Grundgelenkskapseln der 3. bis 5. Zehe und am Ligamentum metatarsale transversum profundum. Das Caput obliquum entspringt am Würfelbein (Os cuboideum), am äußeren Keilbein (Os cuneiforme laterale), am langen Sohlenband (Ligamentum plantare longum) und am Ligamentum calcaneocuboideum plantare. Beide Muskelköpfe bilden eine gemeinsame Sehne, die am lateralen Sesambein der Kapsel des Großzehengrundgelenkes und an der Basis des Grundgliedes der Großzehe ansetzt.
Der Muskel adduziert die große Zehe, das heißt, er zieht sie an die zweite Zehe heran. Darüber hinaus ist der Muskel auch an der Beugung beteiligt.